# Andreas Herzog
Andreas "Andi" Herzog (Viena, 10 de setembro de 1968) é um ex-futebolista e treinador de futebol austríaco que jogava como meio-campista. Disputou as Copas de 1990 e 1998 por seu país. Com 103 jogos, é o jogador com mais partidas pela Seleção Austríaca e o oitavo maior artilheiro do selecionado, balançando as redes adversárias 26 vezes.

## Carreira
Descoberto no Admira Wacker, Herzog se profissionalizou no Rapid Viena em 1986, disputando 129 jogos e marcando 33 gols pelo clube até 1992 - em 1987, foi emprestado ao First, também da capital austríaca.
Destacou-se, porém, na vizinha Alemanha, principalmente no Werder Bremen, onde teve 2 passagens (1992 a 1995 e 1996 a 2001), contabilizando, no total, 236 partidas disputadas e 58 gols. Jogou ainda uma temporada no Bayern de Munique, vencendo a Copa da UEFA de 1995–96.
Em 2002, voltou ao Rapid Viena, atuando em 41 partidas e marcando 4 gols. Após o final de seu contrato, ficou o segundo semestre de 2003 sem jogar. Pendurou as chuteiras em 2004, no Los Angeles Galaxy.

## Carreira de técnico
Em 2005, Herzog estreou como técnico ao substituir Hans Krankl na Seleção Austríaca, assumindo o cargo interinamente junto com Slavko Kovačić e Willibald Ruttensteiner. Foi também auxiliar-técnico e treinador da equipe Sub-21.
Mudou-se para os Estados Unidos em 2011, também como auxiliar, e paralelamente comandava a seleção Sub-23, e ficou sem treinar nenhuma equipe até 2018, quando foi anunciado como novo técnico da Seleção Israelense, onde permaneceu até junho de 2020. Depois de um ano sem treinar, voltou ao Admira Wacker em julho de 2021, em sua primeira experiência como técnico de clubes. A passagem de Herzog durou apenas 9 partidas.
Entre março de 2023 e fevereiro de 2024, foi auxiliar-técnico de Jürgen Klinsmann na seleção da Coreia do Sul.

## Seleção Austríaca
Sua estreia pela Seleção Austríaca foi em abril de 1988, contra a Grécia, e integrou o elenco que participou da Copa de 1990, jogando as 3 partidas do Wunderteam, mas não evitou a eliminação na fase de grupos e também não conseguiu conseguido a classificação para as Eurocopas de 1992, 1996 e 2000, além da Copa de 1994.
Jogou ainda a Copa de 1998, e assim como fora em 1990, atuou nos 3 jogos e não evitou a eliminação na primeira fase, embora tenha feito um gol na derrota para a Itália. Esteve próximo de jogar a Copa de 2002, porém a Áustria foi derrotada pela Turquia nos 2 jogos.
Também chegou a disputar as eliminatórias para a Eurocopa de 2004, na qual a Áustria não conseguiu a classificação. A última partida de Herzog pela Seleção foi um amistoso contra a Escócia, em abril de 2003. No total, foram 103 jogos e 26 gols.

## Títulos
- Campeonato Austríaco (2): 1987, 1988
- Campeonato Alemão (1): 1993
- Copa da Alemanha (2): 1994, 1999
- Copa da UEFA (1): 1996

## Prêmios individuais
- Futebolista Austríaco do Ano: 1992